# 日常 (SUPER BEAVERのアルバム)
『日常』（にちじょう）は、日本のバンド・SUPER BEAVERの1枚目のミニアルバム。2007年12月5日にrebelphonicから発売された。

## 概要
インディーズ・デビュー・ミニアルバム。初の全国流通盤。

## 収録曲
1. 日常サイクル
作詞・作曲：柳沢亮太 / 編曲：SUPER BEAVER
2. 無常の風
作詞・作曲：柳沢亮太 / 編曲：SUPER BEAVER
3. グッバイ
作詞・作曲：柳沢亮太 / 編曲：SUPER BEAVER
4. noise
作詞：上杉研太・渋谷龍太 / 作曲：柳沢亮太 / 編曲：SUPER BEAVER
5. いつかの風景
作詞・作曲：柳沢亮太 / 編曲：SUPER BEAVER
6. 君が生きる世界
作詞・作曲：柳沢亮太 / 編曲：SUPER BEAVER